# Фура
Фура (фр. Fouras) је насељено место у Француској у региону Поату-Шарант, у департману Приморски Шарант.
По подацима из 2011. године у општини је живело 4099 становника, а густина насељености је износила 431,02 становника/km².

## Демографија
| 1962. | 1968. | 1975. | 1982. | 1990. | 2011. |
| ----- | ----- | ----- | ----- | ----- | ----- |
| 4.121 | 3.634 | 3.612 | 3.295 | 3.238 | 4.099 |